# Twisted (album)
Pour les articles homonymes, voir Twisted (homonymie).
Albums de Hallucinogen
The Lone Deranger
Twisted est un album de trance psychédélique du groupe Hallucinogen sorti en 1995, pour Dragonfly Records. C'est l'un des albums qui a eu le plus de succès dans le genre, il s'est vendu à plus de 85000 exemplaires.
Le premier titre, LSD, a eu un immense succès et reste pour beaucoup la définition même de la Trance psychédélique[réf. nécessaire].

## Liste des titres
- LSD
- Orphic Thrench
- Alpha Centauri
- Dark Magus
- Shamanix
- Snarling Black Mabel
- Fluoro Neuro Sponge
- Solstice

La dernière piste (Solstice) contient une piste cachée à 14:02. Cette piste cachée est un mix d'un titre qui s'appellera finalement Angelic Particles.